# Quintenas
Quintenas é uma comuna francesa na região administrativa de Auvérnia-Ródano-Alpes, no departamento de Ardèche. Estende-se por uma área de 14 km², com 1 254 habitantes, segundo os censos de 1999, com uma densidade de 89 hab/km².